# Le Bourgeois gentilhomme (téléfilm, 2009)
Pour les articles homonymes, voir Le Bourgeois gentilhomme (homonymie).
Le Bourgeois gentilhomme est un téléfilm français réalisé par Christian de Chalonge, diffusé le 19 décembre 2009 sur France 3, tourné au château de Champlâtreux.

## Fiche technique
- Réalisateur : Christian de Chalonge
- Adaptation : Christian de Chalonge, Gérard Jourd'hui et Pierre Leccia, d'après l'œuvre de Molière
- Photographie : Bruno Privat
- Date de diffusion : 19 décembre 2009 sur France 3
- Durée : 105 minutes.

## Distribution
- Christian Clavier : Jourdain
- Michèle Bernier : Mme Jourdain
- Constance Dollé : Nicole
- François Vincentelli : Dorante
- Audrey Fleurot : Dorimène
- Arthur Dupont : Cléonte
- Constance Rousseau : Lucile
- Pierre Louis-Calixte : Covielle
- Anthony Gavard : Assistant tailleur